# Kalwaria

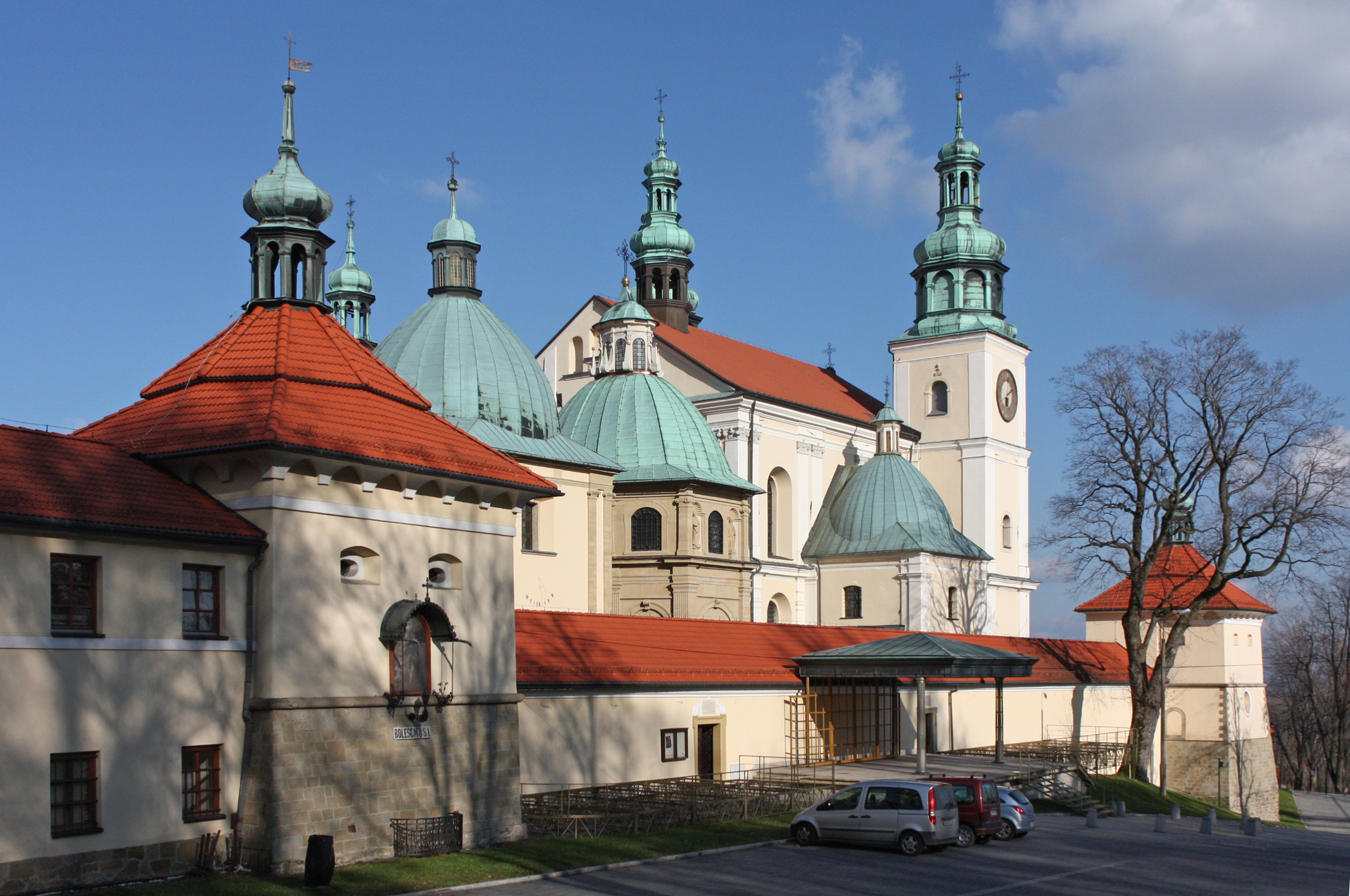
Sanktuarium Pasyjno-Maryjne w Kalwarii Zebrzydowskiej

Kalwaria (Calvaria – łac. odpowiednik hebr. Golgota – to znaczy czaszka) – zespół kościołów lub kaplic symbolizujących stacje Męki Pańskiej, zakładany zazwyczaj na wzgórzach, tak by przypominał swym położeniem Jerozolimę.
W okresie, gdy dostęp do „świętego miasta” był utrudniony, pielgrzymując do takiej kalwarii można było uzyskać takie same odpusty jak w czasie pielgrzymki do Jerozolimy.
Najstarsza w Europie kalwaria powstała w latach 1405‒1420 w Hiszpanii niedaleko Kordoby, z inicjatywy dominikanina Alwarusa. Nieco później zaczęły one powstawać na terenie Niemiec i Włoch. Po okresie reformacji powrócono do ich budowania. Było to też związane z rozwojem pobożności pasyjnej, do czego przyczynił się walnie swymi publikacjami z końca XVI w. Christian Adrichomius (Christian Kruik van Adrichem). Jego dzieła, w których opisywał Ziemię Świętą w czasach Chrystusa stały się bodźcem do tworzenia tego typu miejsc pielgrzymkowych. Pierwszą kalwarią w Polsce jest Kalwaria Zebrzydowska założona z inicjatywy Mikołaja Zebrzydowskiego w 1602 r.
Kalwarie zawierały różne liczby stacji, od paru do parudziesięciu. Wraz z rozwojem nabożeństwa drogi krzyżowej (związanym głównie z postacią św. Leonarda z Porto Maurizio) stacje Męki Pańskiej, w liczbie 14, zaczęły być umieszczane także we wnętrzach kościołów.

## Kalwarie w Europie
W Europie znajduje się około 1800 kalwarii. Najwięcej ich powstało na terenie Austrii, Węgier, Niemiec oraz Polski. Kalwarie istnieją także w takich krajach jak: Belgia, Chorwacja, Czechy, Francja, Grecja, Hiszpania, Holandia, Litwa, Luksemburg, Portugalia, Rumunia, Serbia, Słowacja, Słowenia, Szwajcaria i Włochy. 

### Kalwarie na historycznych ziemiach polskich
- Kalwaria Kodeńska – Kodeń
- Kalwaria Krzeszowska – Krzeszów
- Kalwaria Leżajska – Leżajsk
- Kalwaria Miadziolska – Miadzioł
- Kalwaria Pacławska – Pacław
- Kalwaria Pakoska – Pakość
- Kalwaria Panewnicka – Katowice−Panewniki
- Kalwaria Piasecka – Piaseczno
- Kalwaria Piekarska – Piekary Śląskie
- Kalwaria Praszkowska
- Kalwaria Podlaska – Serpelice nad Bugiem
- Kalwaria Pszowska – Pszów
- Kalwaria na Cierniaku – Cierniak
- Kalwaria na Górze Świętej Anny – Góra Świętej Anny
- Kalwaria Rokitniańska – Rokitno
- Kalwaria Saletyńska – Dębowiec
- Kalwaria Świętokrzyska – Morawica
- Kalwaria Tokarska – Tokarnia
- Kalwaria Ujazdowska – Warszawa
- Kalwaria Ujska – Ujście
- Kalwaria Wambierzycka – Wambierzyce
- Kalwaria Warmińska – Głotowo
- Kalwaria Wejherowska – Wejherowo
- Kalwaria Wielewska – Wiele
- Kalwaria Wileńska
- Kalwaria Winiatyniecka – Winiatyńce
- Kalwaria Zebrzydowska
- Kalwaria Żmudzka
- Nowa Jerozolima – Góra Kalwaria